# Sorensenius
Genre
Synonymes
- Asopus Sørensen, 1896 nec Burmeister, 1834
- Pyramidops Loman, 1902

Sorensenius est un genre d'opilions laniatores de la famille des Pyramidopidae.

## Distribution
Les espèces de ce genre se rencontrent en Afrique subsaharienne.

## Liste des espèces
Selon World Catalogue of Opiliones (24/06/2021) :
- Sorensenius aelleni (Lawrence, 1958)
- Sorensenius albimanus (Roewer, 1927)
- Sorensenius biseriatus (Roewer, 1949)
- Sorensenius congonis (Roewer, 1949)
- Sorensenius globipes (Roewer, 1927)
- Sorensenius kolombinus (Kauri, 1985)
- Sorensenius major (Roewer, 1949)
- Sorensenius pygmaeus (Loman, 1902)
- Sorensenius raptator (Sørensen, 1896)
- Sorensenius schoutedeni (Lawrence, 1957)
- Sorensenius venator (Roewer, 1927)

## Étymologie
Ce genre est nommé en l'honneur de William Emil Sørensen.

## Publication originale
- Berg, 1898 : « Substitución de nombres genéricos. » Comunicaciones del Museo Nacional de Buenos Aires, vol. 1, p. 16–19.